# Lothaire-Frédéric de Metternich-Bourscheid
Pour les articles homonymes, voir Metternich (homonymie).
Lothaire-Frédéric de Metternich-Bourscheid (en allemand Lothar Friedrich von Metternich-Bourscheid ; né le 29 septembre 1617 au Château de Bourscheid et mort le 3 juin 1675), est le doyen de l'église métropolitaine de Mayence, archevêque et prince-électeur de Mayence.

## Biographie

### Chanoîne de Trèves
Lothaire-Frédéric est issu de la Maison de Metternich. Son père, Gerhard von Metternich, était seigneur de Bourscheid et d’Esch-sur-Sûre. En 1625, soit dès l'âge de huit ans, Lothaire-Frédéric de Metternich-Bourscheid reçut la charge de chanoine-prébendier de Trèves, puis en 1631 chanoine de Spire. Il fut éduqué au collège jésuite de Pont-à-Mousson avant de retourner en 1635-36 prendre ses fonctions au chapitre de Trèves. En 1636 il reprit le cours de ses études à Pont-à-Mousson, fut élu en 1639 au chapitre de Mayence puis reçut les sacrements de diacre en 1640.
Le 11 avril 1652 il fut élu évêque de Spire, devenant par là-même prévôt du monastère de Wissembourg. Ce ne fut pas une élection sans difficulté, puisqu'elle n'aboutit qu'au terme d'un accord de compromis (scrutinium mixtum cum compromisso). Le pape Jules III approuva l'élection sous réserve que le jeune Metternich-Bourscheid prenne en charge les réparations de la cathédrale de Spire, qu'il assure l'ouverture d'un séminaire et qu'il pourvoie aux besoins des institutions de bienfaisance.

### Archevêque de Mayence

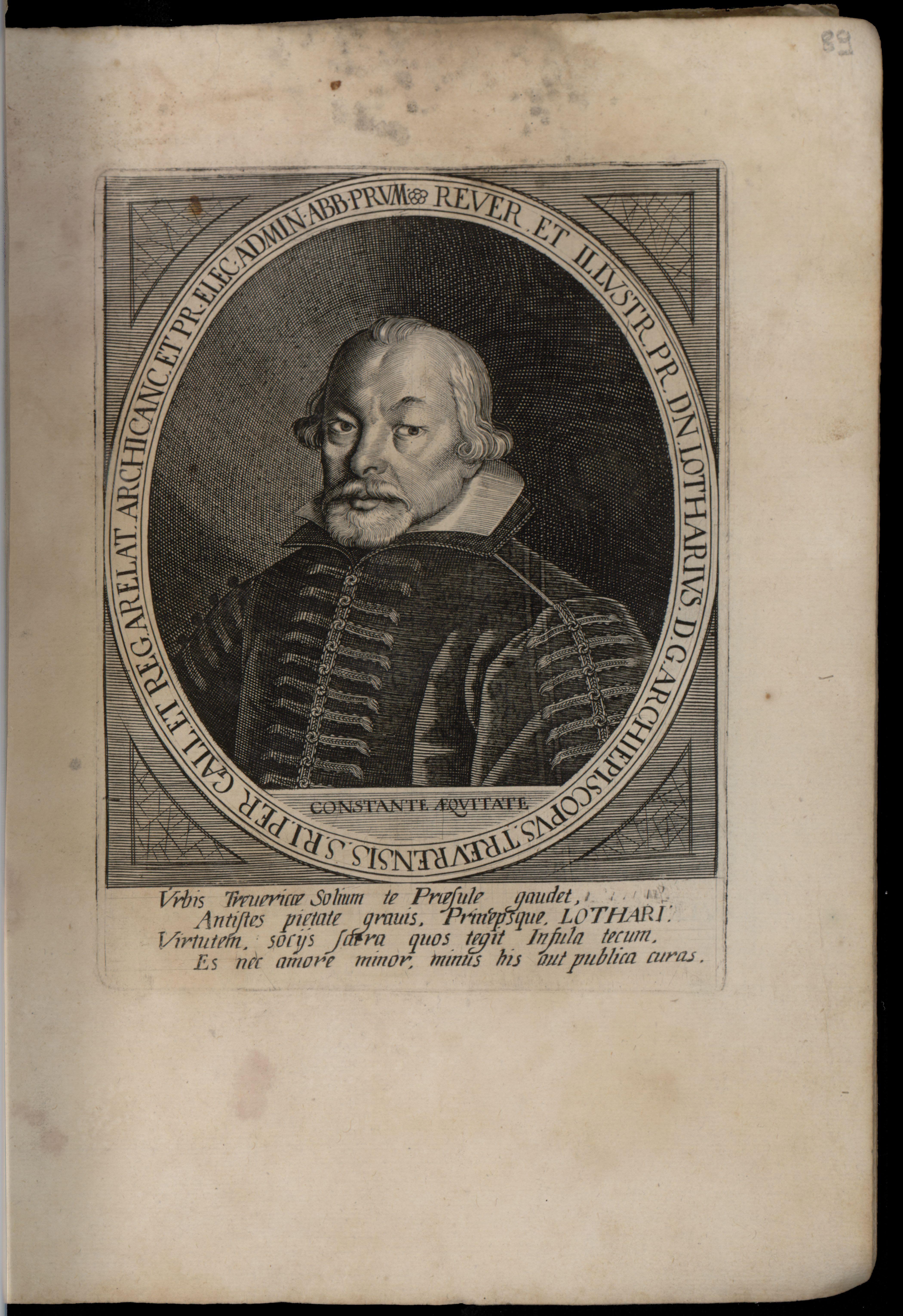
Portrait de Lothaire-Frédéric de Metternich-Bourscheid réalisé entre 1620 et 1680.

Le 15 décembre 1670, le chapitre de Mayence élut Metternich-Bourscheid coadjuteur de l'archevêque Jean-Philippe de Schönborn, faisant de lui le successeur désigné de l'archevêque en exercice. Cela faisait déjà plusieurs années que le prince-archevêque de Schönborn, malade, pensait à Metternich-Bourscheid pour ce poste, mais des différends avaient assombri les relations entre ces deux hommes et l'archevêque envisageait désormais plutôt que son neveu Franz-Georg von Schönborn (à ne pas confondre avec l'archevêque de même nom, postérieur), lui succède : mais il apparut bientôt que ce dernier n'avait aucune chance d'être élu.
Deux ans plus tard, Metternich-Bourscheid fut élu prévôt de Mayence, puis le 16 avril de la même année, coadjuteur de l'évêque de Worms. Tandis que von Metternich-Bourscheid devait répondre à un certain nombre d'objections élevées par la curie romaine pour Mayence, son élection à Worms ne se fit pas attendre. Enfin en 1673, à la mort de Jean-Philippe de Schönborn, Lothaire-Frédéric de Metternich-Bourscheid devint prince-archevêque de Mayence, mais son règne ne devait être que de courte durée, car lui-même mourut le 3 juin 1675. Il fut inhumé dans la cathédrale Saint-Martin de Mayence, mais son cœur fut enchâssé et déposé dans la cathédrale de Spire.
La carrière de Metternich-Bourscheid est marquée par la Réforme et les désastres de la guerre de Trente Ans (1618-1648). Les soins qu'il prit pour éloigner la guerre de l'Allemagne lui méritèrent une lettre de félicitations du pape Clément X, en date du 10 juin 1673. Il n’eut tenu qu'à lui d'écarter les armées françaises de son électorat, mais il fallait pour cela se détacher de l'empereur, à quoi il ne put consentir. La branche palatine de Simmeren s’étant éteinte par la mort de Louis-Henri-Maurice (4 janvier 1674), l’électeur de Mayence envoya deux émissaires dans le bailliage de Boekenheim pour en prendre possession en son nom comme d’un domaine réversible à l’électorat, faute d’héritiers en ligne directe. Mais l’électeur Charles-Louis, prétendant que cette succession lui était dévolue comme au plus proche parent, eut bientôt chassé les garnisons que les envoyés de Lothaire-Frédéric avaient postées dans les places-fortes du pays. On en vint aux armes de part et d’autre. Mais l’empereur s'étant interposé pour étouffer l’incendie naissant, mit sous séquestre le bailliage contesté, jusqu’à ce que le procès fût terminé, ce qui n’arriva qu’en 1713, après le Traité de Rastatt. Le diocèse de Spire souffrit particulièrement de ces deux événements et Metternich-Bourscheid ne parvint pas à réunir les fonds pour réparer la cathédrale comme le pape l’avait exigé. Il échoua également à asseoir l’autorité morale et religieuse du clergé, en butte à d’innombrables contradicteurs.

## Armoiries
Les armes du prince-archevêque forment un blason surcomposé, dont le cœur reprend les armes familiales (« écu sur le tout d’argent à trois coquilles de sable »). Les autres champs renvoient à la principauté de Trèves, de Mayence (la roue, haut et bas) et Spire, les armes de Spire étant opposées à celles de la prévôté de Wissembourg.